# Rhymbomicrus hemisphaericus
Rhymbomicrus hemisphaericus är en skalbaggsart som först beskrevs av Champion 1913.  Rhymbomicrus hemisphaericus ingår i släktet Rhymbomicrus och familjen svampbaggar. Inga underarter finns listade i Catalogue of Life.